# Ульбинг, Даниэла
Даниэла Ульбинг (нем. Daniela Ulbing, род. 27 февраля 1998 года, Филлах, Каринтия, Австрия) — австрийская сноубордистка, выступающая в параллельных дисциплинах. Серебряный призёр зимних Олимпийских игр 2022 года в параллельном гигантском слаломе, чемпионка мира в параллельном слаломе (2017).

## Спортивная карьера
Даниэла Ульбинг начала заниматься сноубордом с 7 лет, на трассу её привёл отец, Хуберт. Старшие брат Максимилиан и сестра Микаэла также занимаются сноубордом и являлись примером для Даниэлы Ульбинг.
21 декабря 2013 года Даниэла Ульбинг дебютировала на международной арене на этапе Кубка Европы в Австрийском Шёнберг-Лахтале, заняв 27-е место в параллельном слаломе. Удачно для Даниэлы сложился сезон 2014/15. 3 победы и 3 подиума на этапах позволили ей одержать итоговую победу в кубке Европы.
На этапах Кубка мира Даниэла Ульбинг дебютировала 9 января 2015 года в Бадгастайне, Австрия, заняв 36-е место в параллельном слаломе. Наибольших успехов Ульбинг достигла в сезоне 2016/17. Победа на этапе в том-же Бадгастайне, 2-е место на этапе в Кортина-д’Ампеццо и несколько 4-х мест позволили ей выиграть зачёт параллельного слалома впервые в карьере.
На чемпионате мира по сноуборду среди юниоров 2017 в Клиновце Даниэла Ульбинг завоевала серебро в параллельном гигантском слаломе и бронзу параллельном слаломе.
На чемпионате мира по сноуборду 2017 в Сьерра-Неваде Даниэла Ульбинг выиграла золото, победив в финале параллельного слалома Эстер Ледецкую из Чехии.
В 2018 году на зимних Олимпийских играх в Пхёнчхане Даниэла Ульбинг стала 7-й в параллельном гигантском слаломе. Удачно пройдя 2 раунда, Ульбинг выбыла на стадии 1/4 финала, проиграв по сумме двух заездов будущей олимпийской чемпионке Эстер Ледецкой.
На зимних Олимпийских играх 2022 в Пекине в параллельном гигантском слаломе смогла завоевать серебряную медаль, в большом финале вновь уступив чешке Эстер Ледецкой.
На чемпионате мира 2023 года в Бакуриани завоевала серебро в параллельном гигантском слаломе.

## Спортивные достижения
- Чемпионка мира 2017 в параллельном слаломе;
- Обладательница малого Кубка мира в параллельном слаломе;
- Победитель и призёр этапов Кубка мира;
- Обладательница Кубка Европы в параллельных дисциплинах;
- Многократный победитель и призёр этапов Кубка Европы;
- Серебряный и бронзовый призёр чемпионата мира среди юниоров 2017;
- Многократная чемпионка и призёр чемпионатов Австрии.

### Зимние Олимпийские игры
| Олимпийские игры | Параллельный гигантский слалом |
| ---------------- | ------------------------------ |
| 2018 Пхёнчхан    | 7                              |
| 2022 Пекин       | 2                              |

### Личные победы на этапах Кубка мира (5)
| № | Сезон   | Дата        | Место проведения | Дисциплина                     |
| - | ------- | ----------- | ---------------- | ------------------------------ |
| 1 | 2016/17 | 10 янв 2017 | Бадгастайн       | Параллельный слалом            |
| 2 | 2020/21 | 30 янв 2021 | Москва           | Параллельный слалом            |
| 3 | 2021/22 | 16 дек 2021 | Карезза          | Параллельный гигантский слалом |
| 4 | 2021/22 | 11 янв 2022 | Бадгастайн       | Параллельный слалом            |
| 5 | 2022/23 | 10 янв 2023 | Бадгастайн       | Параллельный слалом            |